# Tara LaRosa
Tara Nicole LaRosa (ur. 8 stycznia 1978 w Woodstown) – amerykańska grapplerka oraz zawodniczka mieszanych sztuk walki (MMA). Wielokrotna medalistka Mistrzostw Świata FILA w grapplingu oraz submission fightingu oraz dwukrotna srebrna medalistka Mistrzostw Świata ADCC z 2005 i 2007.

## Kariera sportowa
W 2007 zdobyła swoje pierwsze złoto w grapplingu na Mistrzostwach Światach FILA w Antalyi w kat. do 63 kg. Sukces powtórzyła dwa lata później w Fort Lauderdale, gdzie zajęła dwukrotnie pierwsze miejsce w kat. do 59 kg oraz w open. W 2005 oraz 2007 zdobywała srebrne medale na prestiżowych zawodach Abu Dhabi Combat Club (ADCC). W latach 2006–2007 trzykrotnie wygrywała Mistrzostwa Świata federacji NAGA. W 2010 na odbywających się w Krakowie Mistrzostwach Świata FILA zajęła 2. miejsce w kat. open oraz 3. miejsce w kat. do 60 kg.

## Kariera MMA
Zawodowo w MMA zadebiutowała 13 kwietnia 2002 pokonując Shelby Walker przed czasem. 4 marca pokonała Roxanne Modafferi. 8 lipca 2006 zdobyła swój pierwszy tytuł mistrzowski pokonując Julie Kedzie i zostając mistrzynią Ultimate Cage Wars wagi koguciej. Pod koniec 2006 związała się z Bodog Fight, gdzie pokonywała utytułowaną kickbokserkę Rosjankę Juliję Bieriezikową oraz Shaynę Baszler. 14 lipca 2007 zdobyła pas mistrzowski Bodog wagi koguciej poddając Kelly Kobold w 4. rundzie dźwignią na łokieć. 21 maja 2010 przegrała w rewanżu z Roxanne Modafferi na gali Moosin: God of Martial Arts. Od 2012 walczy na galach Invicta Fighting Championships oraz Pancrase.

## Osiągnięcia
Mieszane sztuki walki:
- 2006: Ultimate Cage Wars - mistrzyni w wadze koguciej (ok 60 kg)
- 2007: Bodog Fight - mistrzyni w wadze koguciej (-61 kg)
- 2009: Locked in the Cage - mistrzyni w wadze muszej
- 2010: DaMMAge Fight League - mistrzyni w wadze muszej (-57 kg)

Grappling:
- Abu Dhabi Combat Club (ADCC)
  - 2005: 2. miejsce w kat. absolutnej
  - 2007: 2. miejsce w kat. -60 kg

- North American Grappling Association (NAGA)
  - 2006: 1. miejsce w kat. -61 kg (no gi)
  - 2006: 2. miejsce w kat. -61 kg (niebieskie pasy)
  - 2006: 1. miejsce w kat. -73 kg (niebieskie pasy)
  - 2007: 1. miejsce w kat. -61 kg (no gi)

- Międzynarodowa Federacja Zapaśnicza (FILA)
  - 2007: 1. miejsce w kat. -63 kg (no gi)
  - 2008: 2. miejsce w kat. -55 kg
  - 2008: 3. miejsce w kat. -55 kg (no gi)
  - 2009: 1. miejsce w kat. -59 kg
  - 2009: 1. miejsce w kat. open
  - 2009: 2. miejsce w kat. -59 kg (no gi)
  - 2010: 3. miejsce w kat. -60 kg (no gi)
  - 2010: 2. miejsce w kat. open